# Jason Marsden
Pour les articles homonymes, voir Jason et Marsden.
Jason Marsden, né le 3 janvier 1975 à Providence, en Rhode Island, est un acteur américain.

## Filmographie

### comme acteur
- 1986-1988 : Hôpital central (General Hospital) (série télévisée) : Alan 'A. J.' Quartermaine, Jr. #3 (1986-1988)
- 1988 : Les nouveaux monstres sont arrivés (The Munsters Today) (série télévisée) : Edward "Eddie" Wolfgang Munster
- 1985 : Les Gummi (The Gummi Bears) (série télévisée) : Cavin (IV) (1989-1990) (voix)
- 1989 : Les Gladiateurs de l'Apocalypse (Robot Jox) : Tommy
- 1990 : Peter Pan et les Pirates (Peter Pan and the Pirates) (série télévisée) : Peter Pan (voix)
- 1990 : Les Personnages animés préférés à la rescousse (Cartoon All-Stars to the Rescue) (TV) : Michael (voix)
- 1990 : Un ange... ou presque (Almost an Angel) : Boy #2
- 1991 : Code Quantum (TV) : (épisode 22, Saison 4) "Al Calavicci" jeune
- 1992 : Marshall et Simon : Dash X
- 1992 : Mr. Saturday Night de Billy Crystal : Buddy, age 15
- 1993 : Almost Home (série télévisée) : Gregory Morgan
- 1993 : Hocus Pocus : Les Trois Sorcières : Voix de Thackery Binx
- 1993 : Shnookums and Meat Funny Cartoon Show (série télévisée) : Shnookums (voix)
- 1993-2000 : Incorrigible Cory (série télévisée) : saison 01 épisode 16 : Jason (Le meilleur ami d'Eric)
- 1994 : Tom (série télévisée) : Mike Graham
- 1995-1998 : Notre belle famille : Rich Halke / Doug
- 1995 : La Fête à la maison (série télévisée) : Nelson, l'ex petit ami de DJ (saison 8 épisode 12)
- 1995 : Family Reunion: A Relative Nightmare (TV) : Billy Dooley
- 1995 : Dingo et Max (A Goofy Movie) : Maximillian 'Max / Maxy' Goof (voix)
- 1996 : Lame de fond (White Squall) : Shay Jennings, « 1er mât » de l'Albatross
- 1996 : Superman: The Last Son of Krypton (TV) : Teenage Clark Kent (voix)
- 1996 : Le Livre de la jungle, souvenirs d'enfance (Jungle Cubs) (série télévisée) : Shere Khan the Tiger / Prince Louie the Ape (I) (voix)
- 1997 : Extrême Ghostbusters (série télévisée) : Garrett Miller (voix)
- 1997 : Trojan War : Josh
- 1998 : Le Roi lion 2 : L'Honneur de la tribu (The Lion King II: Simba's Pride) (vidéo) : Adult Kovu (voix)
- 1999 : Xyber 9: New Dawn (série télévisée) : Jack
- 1999 : Tarzan : Mungo (voix)
- 2000 : Ally McBeal (série télévisée) : Peanut (saison 4 épisode 7, Tel est pris)
- 2000 : Les Weekenders (The Weekenders) (série télévisée) : Tino Tonitini (voix)
- 2000 : Dingo et Max 2 (An Extremely Goofy Movie) (vidéo) : Max Goof (voix)
- 2001 : Le Voyage de Chihiro (Spirited Away) : Haku (voix)
- 2001 : Tous en boîte (Disney's House of Mouse) (série télévisée) : Max (voix)
- 2001 :

La Toupie Humaine (The Human Spinning-Top ) (série télévisée d'animation): La Toupie Humaine et d'autres voix
- 2001 : La Légende de Tarzan (The Legend of Tarzan) (série télévisée) : Mungo
- 2001 : Comment fabriquer un monstre (How to Make a Monster) (TV) : Bug
- 2002 : The Boy Who Cried Alien (TV) : Principal
- 2002 : Will et Grace (série télévisée) : Kim (saison 5, épisode 5)
- 2003 : Dans la grotte de Batman (Return to the Batcave: The Misadventures of Adam and Burt) (TV) : Burt Ward / Robin
- 2003 : Nickelodeon Presents the Fairly OddParents in: Abra Catastrophe! (TV) : Chester McBadbat (voix)
- 2004 : Tales of a Fly on the Wall (TV) : Kip
- 2004 : Nickelodeon Presents the Fairly OddParents in School's Out! The Musical (TV) : Chester / Kid Reprter #1 (voix)
- 2004 : The Jimmy Timmy Power Hour (TV) : Chester McBadbat (voix)
- 2004 : Nickelodeon Presents the Fairly OddParents in: Channel Chasers (TV) : Chester McBadbatt / Jeff / Adult Chester / Johnny Hunt / Additional Voices (voix)
- 2004 : Felix the Cat Saves Christmas (vidéo) (voix)
- 2004 : Mickey, il était deux fois Noël (Mickey's Twice Upon a Christmas) (vidéo) : Max Goof (voix)
- 2002 : ¡Mucha Lucha! (série télévisée) : Rikochet (2004-2005) (voix)
- 2005 : Braqueurs amateurs (Fun with Dick and Jane) : Convenience Store Clerk
- 2006 : Nice Guys : Wendell
- 2006 : Mes parrains sont magiques (The Fairly OddParents) (TV) : Chester (voix)
- 2017 : La Fête à la maison : 20 Ans après (Fuller House) (série télévisée) : Nelson, l'ex petit ami de DJ (saison 2 épisode 11)
- 2024 : Batman, le justicier masqué : Gorman (voix originale)

### comme acteur de jeux vidéo
- 2010 : Resonance of Fate (PS3 - X360) : Cardinal Pater (voix)
- 2011 : Final Fantasy XIII-2 (PS3 - X360) : Noel Kreiss (voix)
- 2011 : The Elder Scrolls V: Skyrim : divers personnages (voix)

### comme réalisateur
- 2004 : The Greatest Short Film Ever!!!

### comme scénariste
- 2004 : The Greatest Short Film Ever!!!

### comme producteur
- 2004 : The Greatest Short Film Ever!!!

### comme monteur
- 2004 : The Greatest Short Film Ever!!!